# Европейский маршрут E72

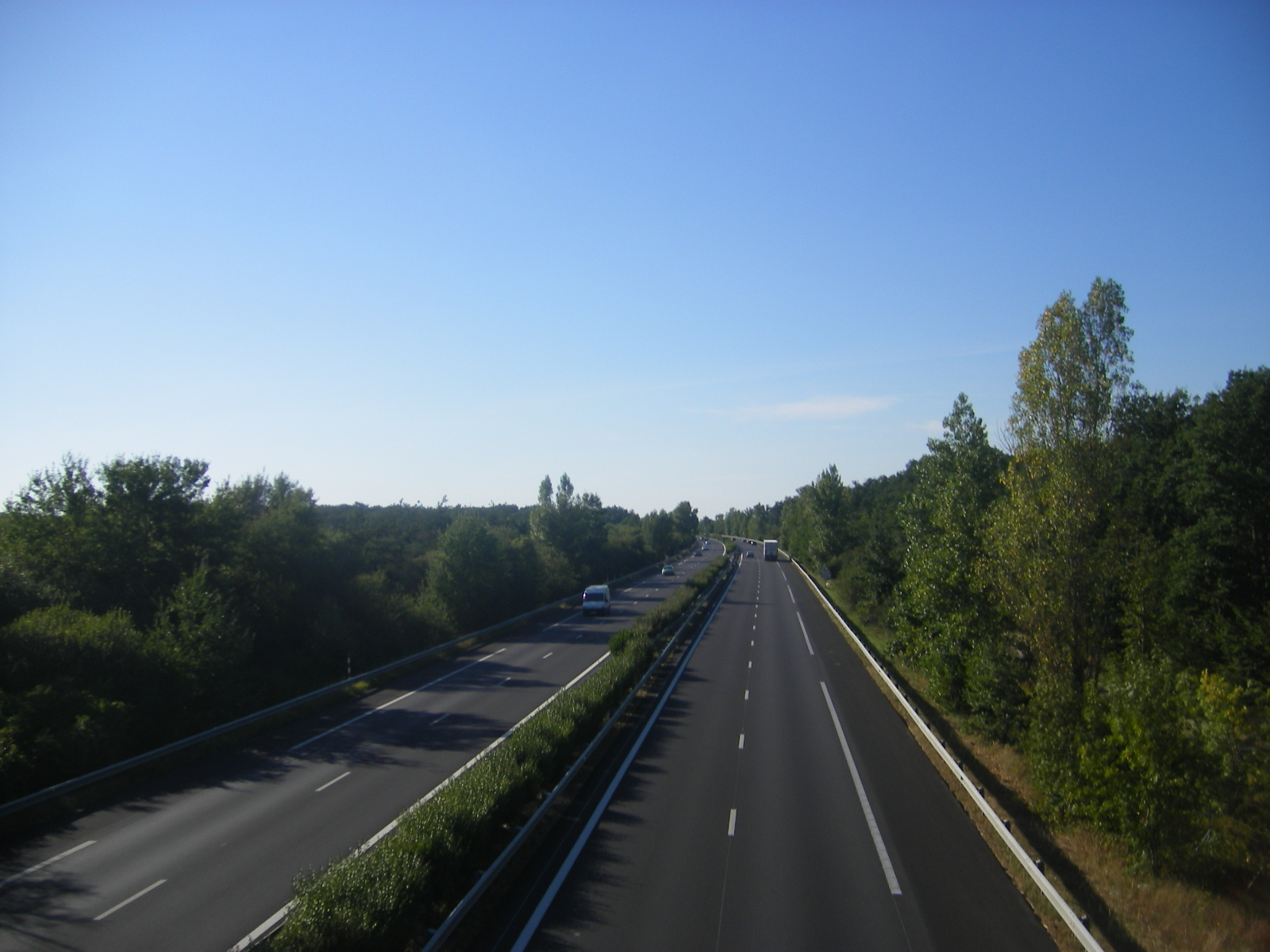
Е72 возле Монтобана

Европейский маршрут Е72 — европейский автомобильный маршрут категории А, соединяющий французские города Бордо и Тулузу. Длина маршрута — 242 км.
Маршрут проходит через города Ажен и Монтобан. 
Е72 связан с маршрутами
- E05
- E70
- E606
- E80
- E09